# Rothschildia inca
Rothschildia inca is een vlinder uit de onderfamilie Saturniinae van de familie nachtpauwogen (Saturniidae).
De wetenschappelijke naam van de soort is, als Rothschildia jorulla inca, voor het eerst geldig gepubliceerd door Lionel Walter Rothschild in 1907. De statusverandering werd door Ronald Brechlin & Meister in 2012 geëffectueerd.

## Andere combinaties
- Rothschildia lebeau inca Rothschild, 1907

## Ondersoorten
- Rothschildia inca inca
- Rothschildia inca incecuatoriana Brechlin, Käch & Meister, 2012[1]
  - holotype: "male, 14.II.2012. Barcode: BC-RBP 6975"
  - instituut: MWM, München, Duitsland
  - typelocatie: "Mexico, Quintana Roo, X-can"
  - = Rothschildia lebeau inca Rothschild, 1907 (pro parte).
- Rothschildia inca incjunensis Brechlin & Meister, 2012[1]
  - holotype: "male. VII.1999. Barcode: BC-FMP 1745"
  - instituut: MWM, München, Duitsland
  - typelocatie: "Peru, Junin, Calabaza, 2000 m"
- Rothschildia inca inclapaziana Brechlin & Meister, 2012[1]
  - holotype: "male. IX-X.2008. Barcode: BC-RBP 3929"
  - instituut: MWM, München, Duitsland
  - typelocatie: "Bolivia, Dep. La Paz, N Yungas, road Caranavi-Coroica, ca. 100 km NE La Paz, ca. 16.2°S, 67.6°W, 1000-1800 m"